# Embaixada dos Estados Unidos em Lisboa
A Embaixada dos Estados Unidos em Lisboa é a embaixada dos Estados Unidos em Portugal, na capital Lisboa. Está situada na Avenida das Forças Armadas.

## Historia
Portugal foi um dos primeiros países a reconhecer os Estados Unidos após a Guerra Revolucionária Americana, estabelecendo relações bilaterais entre Portugal e os Estados Unidos já no Século XVIII. O primeiro cônsul oficial dos Estados Unidos nos Açores, John Street, foi nomeado pelo Presidente George Washington em 1795, e o Consulado dos Estados Unidos em Ponta Delgada, na Ilha de São Miguel, é o mais antigo consulado dos Estados Unidos em funcionamento contínuo.
Portugal reconheceu oficialmente os Estados Unidos com a aceitação das credenciais do Ministro David Humphreys a 13 de maio de 1791. Durante as Guerras Napoleónicas, quando o Rei de Portugal se mudou para o Brasil, a legação dos Estados Unidos também se mudou para lá de 1810 a 1821, regressando a Lisboa juntamente com o Rei de Portugal em 1822. Henry Dearborn, Sr. foi nomeado enviado dos Estados Unidos para Portugal no final desse ano.
A legação dos EUA em Lisboa tornou-se embaixada a 20 de junho de 1944, elevando a representação diplomática ao nível de embaixador, com Raymond Henry Norweb a apresentar as suas credenciais como embaixador.

### Ataques
Em 24 de novembro de 1984, a embaixada foi atacada por quatro granadas, que danificaram carros mas não causaram feridos. O ataque foi cometido por terroristas marxistas pertencentes ao grupo das Forças Populares 25 de Abril (PF-25), que consideravam a embaixada uma ameaça imperialista americana à independência portuguesa. No mês seguinte, quatro morteiros foram disparados pelo grupo contra o complexo, causando novamente apenas danos em carros. Em 19 de fevereiro de 1986, uma bomba explodiu no carro de um diplomata no posto de controlo do complexo da embaixada. A bomba foi descoberta pelos guardas portugueses e conseguiu fugir pouco antes de detonar e destruir o veículo. Este ataque foi também atribuído à PF-25.